# Fou-nan
Pour les articles homonymes, voir Funan.
Ier siècle – VIIe siècle
Entités suivantes :
- Chenla

Le Fou-nan ou Funan (chinois : 扶南 ; pinyin Fúnán) ;   (khmer : នគរភ្នំ Nokor Phnom , API : nɔ.ˈkɔː pʰnum = Royaume des Montagnes, le mot ហ្វូណន Funan n'a rien d'historique) ;  (vietnamien : Phù Nam) est le nom issu du mot :        វ្នំ Vnom  en vieux khmer signifiant montagne (actuel ភ្នំ phnom), donné par les annales chinoises à un ancien royaume – ou un réseau d’anciens royaumes – du sud-est asiatique centré sur le delta du Mékong et qui semble avoir existé du Ier au VIe siècle de l’ère chrétienne.

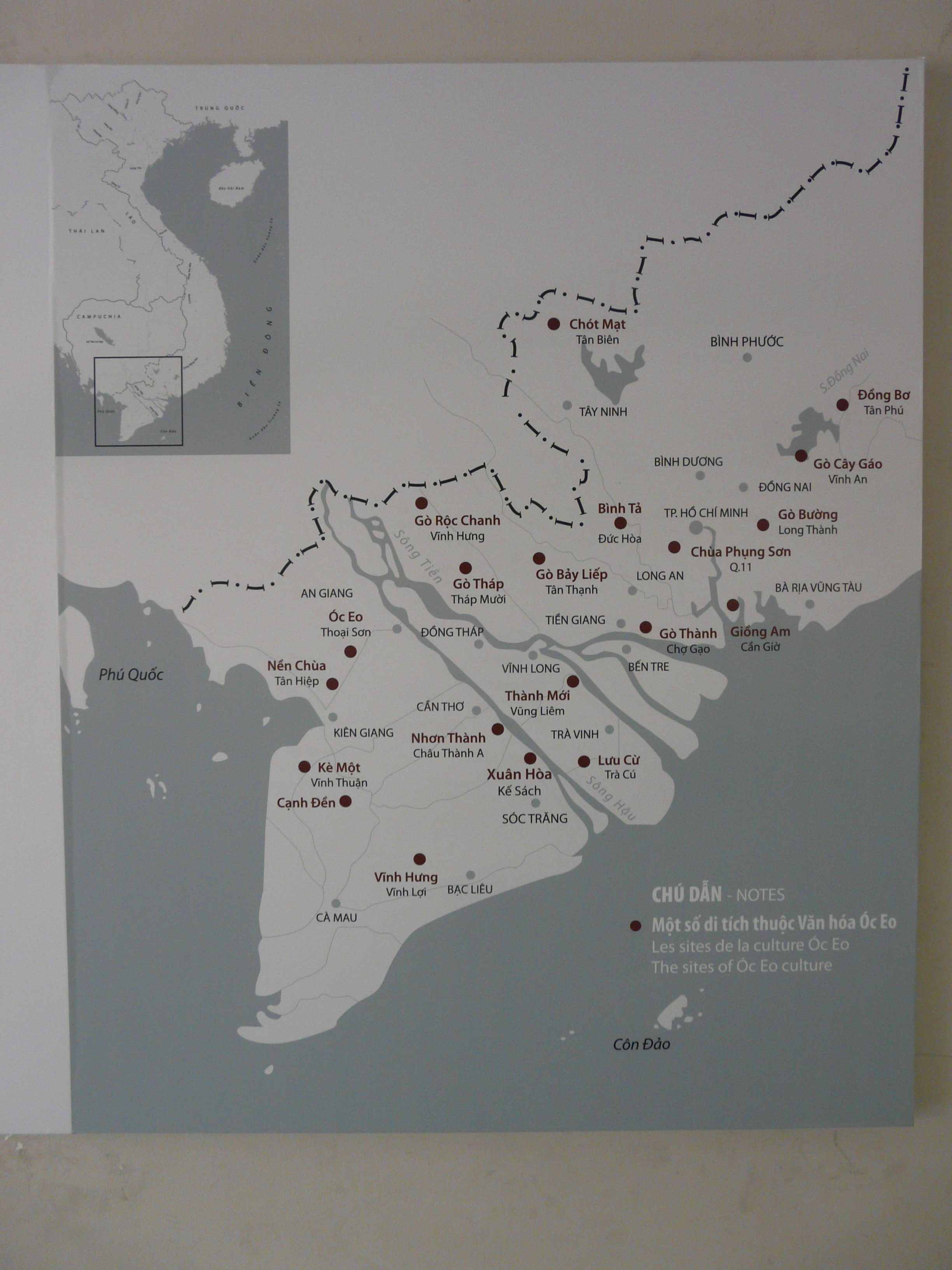
Sites de la culture Óc Eo au Sud-Viêt Nam

## Généralités
L’absence de textes vernaculaires sur la période concernée contraint à se fier à des sources externes provenant de diplomates et de voyageurs de cultures différentes plus intéressés par les perspectives commerciales que par des considérations ethnologiques ou sociologiques. De ce fait, les informations disponibles sont sujettes à interprétations et immanquablement donnent lieu à des controverses.

### Étymologie
Une théorie, énoncée à la fin du XIXe siècle par Gustaaf Schlegel, voudrait que le mot Fou-nan fût la retranscription des mots thaïs P’o Nam, mais elle ne semble plus avoir cours au XXIe siècle[réf. souhaitée].
George Cœdès pense pour sa part qu’il s’agirait d’une déformation du vieux mot khmer Bnaṃ ou Vnaṃ qui est à l’origine du Phnom moderne et qui signifie montagne ou colline,,. Claude Jacques conteste toutefois cette théorie qui pour lui est basée sur une mauvaise interprétation du sanskrit Parvatabùpála désigné à tort comme une traduction du terme Bnaṃ,. D’autre part, aucun des textes en khmer ancien retrouvés ne mentionne un vieux royaume faisant référence à une montagne.
Depuis le début des années 2010, des hypothèses donnant au nom du royaume une origine tamoule ont été également formulées. Fou-Nan serait la déformation de Punal Nadu புநல் நாடு, le pays de l'eau. L’eau est en effet un élément très important dans la culture founanaise voire khmère actuelle, comme le montrent la présence des nāgas ou un des mythes de création du Cambodge, issu du mariage entre un brahmane et une sirène. Le pays aurait peut-être reçu ce nom de la dynastie Panda d'Inde du Sud.
Mais la version la plus couramment avancée voudrait qu’il s’agît d’un terme chinois et repose notamment sur le fait que le suffixe 南 (« nan ») est souvent utilisé pour désigner des régions « au sud » (Yunnan, Hainan, …). Si cette théorie s’avère, le nom pourrait avoir une signification proche de « sud pacifié ». Claude Jacques abonde d’ailleurs en ce sens et rappelle que le terme Fou-nan n’a jamais été retrouvé dans les inscriptions ni en sanskrit ni en khmer ancien.

### Capitale
La capitale n’a pu elle non plus être située avec précision. Le livre des Liang cite un emplacement à 500 li (250 kilomètres) de la mer, sans référence à une route pour s’y rendre. Il est également fait mention d’un grand fleuve qui coule de l’ouest ou du nord-ouest, qui semble être le Mékong et la voie d’accès à la capitale. Cette dernière serait alors, si l’hypothèse s'avère exacte, située entre Phnom Penh et Châu Dôc. Les sites les plus souvent évoqués sont Ba Phnom (province cambodgienne de Prey Veng), Angkor Borei (en) (province cambodgienne de Takeo) ou surtout Óc Eo, à l’ouest de la presqu’ile de Cà Mau, de nos jours au Viêt Nam.
Pour George Cœdès, la capitale, quelle qu’elle soit, est la Vyadhapura (cité des chasseurs) décrite par plusieurs inscriptions angkoriennes. Elle serait d’autre part la Tèmù de l’ancien Livre des Tang qui, toujours d’après l’épigraphe français, serait une transcription du khmer ancien Dalmāk signifiant lui aussi chasseur. Mais Michael Vickery conteste cette affirmation, tout d’abord à cause de la différence de sens ; si le chasseur du sanskrit Vyadhapura dépèce ses proies, celui du Dalmāk les capture vivantes pour par exemple les domestiquer par la suite. D’autre part, ce second mot n’apparait pas sur les inscriptions pré-angkoriennes avant le IXe ou le début du Xe siècle alors que le terme Tèmù ne survient dans les textes chinois qu’au VIIe siècle, quand elle a été investie par le Chenla. Rien n’indique que cette ville ait toujours été la capitale ni que le centre de décision du Fou-nan ne se soit pas déplacé au gré de l’évolution du commerce maritime.
Enfin, la recherche d’une capitale repose sur le postulat que le Fou-nan ait été une entité unifiée, comme le pensaient les auteurs chinois du IIIe au VIIIe siècle. Il s’avère que l’idée qu’il s’agissait plutôt d’une mosaïque d’États aux régimes politiques différents, comme avait pu l’être la Grèce antique et l’Inde moyenâgeuse, fait son chemin et prend de plus en plus de consistance depuis le début du XXIe siècle. Si tel devait être le cas, ce ne serait plus une mais plusieurs capitales qu’il faudrait alors rechercher.

### Origine ethnique
Concernant l’origine ethnique des autochtones les hypothèses les plus communément admises sont que la région était peuplée d’Austronésiens, de Chams ou de Môn-Khmers, voire que la société était multiethnique.
La théorie austronésienne est notamment étayée par le Livre de Qi décrivant un groupe de cinq royaumes qu’elle nomme Touen Siun et où le parler était « un peu différent de celui du Fou-nan ». La région a depuis été identifiée dans la péninsule malaise, près de Malacca ou de Tenasserim, suivant les sources, mais dans les deux cas il s’agit de zones de parler malayo-polynésiennes. Ces assertions sont toutefois contestées par Paul Wheatley au prétexte que le terme Touen Siun serait Môn et signifie justement cinq cités. Si cette dernière hypothèse se vérifiait, le langage parlé ne serait alors non pas austronésien mais môn-khmer.
Bernard-Philippe Groslier réfute pour sa part l’option khmère, pensant qu’ils sont d’abord apparus au nord de l’actuelle Thaïlande, le long de la rivière Mun avant d’aller former le royaume du Chenla à l’est du moyen Mékong et d’entreprendre une descente vers le sud au détriment du Fou-nan. Michael Vickery conteste pour sa part cette vision, rappelant que la chronologie des textes en vieux khmers découverts montre plutôt une progression du sud vers le nord. Pour lui, malgré l’absence de preuve quant à la nature ethnique du Fou-nan, en l’état des connaissances au début des années 2000, « il est impossible d’affirmer que le Fou-nan en tant que région et ses groupes dominants puissent être autre chose que khmers ». Dans le même temps, les recherches archéologiques entreprises sur le site d'Óc Eo, clairement founanais, et ceux datant des périodes préangkoriennes, où la filiation khmère a été prouvée, n’ont montré aucune rupture sociétale qui témoignerait d’un changement de civilisation faisant suite à une invasion.
D’autres intervenants, tels Bruno Dagens, optent pour une société d’essence khméro-indienne, comme semble le symboliser les légendes fondatrices du royaume. Outre l’origine khmère déjà abordée, l’apport indéniable de l’Inde est notamment caractérisé par la parfaite maîtrise du sanskrit tel qu’observé sur l’inscription de Vỗ Cánh, dans la province de Khánh Hòa (IIe siècle). De plus, la fin du Ve siècle voit apparaître une série de sculptures représentant Vishnou qui reprend le style de la statuaire Gupta. Toutefois, cette influence incontestable n’a pas laissé de trace sur le sous-continent, ce qui semble conforter la thèse d’une immigration de circonstance plutôt qu’une volonté politique de colonisation qui aurait été associée à un besoin d’imposer un mode de vie aux autochtones.

### Localisation
La situation du pays, à l’emplacement du Cambodge contemporain et de l'actuelle région administrative vietnamienne du delta du Mékong bénéficie d'un large consensus. D'après le Shui jing zhu (水經注), « Commentaires sur le Classique de l'eau », basé sur le témoignage de visiteurs chinois du IIIe siècle, le Lin-i, ancêtre du Champa, qui occupait alors sommairement l’emplacement de l’ancien protectorat français d'Annam était bordé au sud par le Funan, qui est depuis là accessible par terre et par mer.
Claude Jacques pense toutefois que si le Fou-nan est bien apparu au Ier siècle apr. J.-C. dans le sud du Cambodge ou du Viêt Nam actuels, il s’est rapidement déplacé vers l’ouest au fur et à mesure que l’importance de l’isthme de Kra devenait prépondérante dans le commerce maritime entre la Chine et l’océan indien.
Dans les années 1960, Jean Boisselier se fondait sur le fait que l’essentiel des découvertes archéologiques étaient essentiellement dispersées dans le bassin de la Chao Phraya alors que dans le delta du Mékong elles étaient uniquement concentrées sur Óc Eo pour penser que le Funan s’était développé depuis le premier lieu avant de s’étendre vers le second. Toutefois, de nouvelles fouilles entreprises depuis la fin des années 1990 au sud du Viêt Nam ont permis de mettre au jour des vestiges sur de nouveaux sites et affaiblissent d’autant la crédibilité de la thèse.
Tatsuo Hoshino reprend les arguments de Jean Boisselier en se fondant sur une lecture littérale du passage du Shui jing zhu déjà cité qui place le Funan « à plus de 3000 li à l’ouest du Lin-i » pour le situer dans le nord-est de l’actuelle Thaïlande. L’historien japonais estime que l’accès à la mer évoqué plus loin est en fait né d’une confusion avec le Tonlé Sap et que la référence à un grand fleuve coulant à l’ouest ne serait pas le Mékong qui coule depuis l’ouest mais plutôt la Chao Phraya qui coule vers l’ouest.
Toutefois l’inscription K40, un des rares témoignages en sanskrit de l’époque, retrouvé à Tonlé Bati, à une trentaine de kilomètres au sud-ouest de Phnom Penh parait plaider pour un Funan centré sur le bassin du Mékong plutôt que de la Chao Phraya, à 700 kilomètres de là.

## Histoire
Les sources concernant le Fou-nan sont peu nombreuses et de trois types ; tout d’abord, les annales chinoises, disponibles à partir du IIIe siècle se réfèrent à un royaume en place depuis le Ier siècle après J.C. et bilingue ; les inscriptions en sanskrit et en khmer ancien donnent des informations complémentaires, mais elles n'apparaîtront en nombre important qu’à partir du VIe siècle ; enfin les recherches archéologiques sur place permettent de confirmer ou d’affiner les indications des références citées précédemment.
Les premières sources relatives au Fou-Nan proviennent des annales chinoises. Les relations entre les deux régions semblent débuter dès le IIe siècle av. J.-C. lors de l’expansion vers le sud de la dynastie Han et sont confirmées par la découverte d’objets caractéristiques dont des haches en bronze sur plusieurs sites cambodgiens. Mais les premières informations sur l’histoire du Fou-nan restent essentiellement celles résultantes de l’envoi, au début du IIIe siècle, d’une ambassade au gouverneur du Guangdong et du Tonkin, et surtout les récits de Kang Tai et Zhu Ying, deux diplomates du royaume de Wu qui y firent un séjour peu après. Toutefois, la faiblesse des objets chinois découverts sur les différents sites archéologiques plaide plutôt pour des relations réduites entre les deux pays. De plus, les données provenant de ces récits résultent d’informations transmises oralement de génération en génération, ayant très certainement subi des déformations et sont de ce fait sujettes à caution. Elles n’en demeurent pas moins les seules disponibles sur les premières années du Fou-nan.
D’après ces sources, le Fou-nan a pris naissance au Ier siècle de l’ère chrétienne, mais des recherches archéologiques ont retrouvé d’importantes traces d’installations sédentaires depuis au moins le IVe siècle av. J.-C. De même, si les observateurs chinois décrivent un régime centralisé, il est de nos jours communément admis qu’il s’agissait plutôt d’une confédération de cités-États qui au gré du temps se faisaient la guerre ou constituaient une entité politique unifiée.
Les premières études importantes de l’ère moderne datent de 1903 et de l’article « Le Fou-nan » de Paul Pelliot, paru dans le bulletin de l'École française d'Extrême-Orient. Il couvre la période entre la fondation du royaume jusqu’à sa chute au VIe ou VIIe siècle et reste encore plus d'un siècle plus tard une référence. Mais des chercheurs tels que Michael Vickery (en) et Éveline Porée-Maspero lui reprochent de trop se fier aux sources chinoises et, comme la plupart des orientalistes de l'époque, de surestimer l’apport que l’Inde, la Chine et l’Occident ont pu avoir sur les civilisations du Sud-est asiatique,.

### Les légendes fondatrices
Aucune donnée historique fiable n’existe quant à la fondation du Fou-nan qui repose sur des légendes transmises oralement entre générations, subissant des mutations au fil du temps. En fait, trois grandes trames se détachent, apparues à des époques différentes et propagées par des civilisations différentes.
Une première légende, que le livre des Liang attribuent aux traditions locales, voudrait que la fondation du Fou-nan fût l’œuvre d’un étranger du nom d’Hùntián (混塡) qui venait du pays méridional de Jiào (徼); la localisation de cette contrée n'a pas pu être définie avec précision même si plusieurs sources pensent à la péninsule malaise ou à l'archipel indonésien. En rêve, un génie lui fournit un arc sacré et commanda d’embarquer sur une jonque marchande. Au matin il se rendit au temple et trouva un arc au pied de l’arbre consacré au génie. Il prit alors un bateau et le génie le fit débarquer au Fou-nan. La reine du pays, Liǔyè (柳葉), voulut piller et faire saisir le navire, mais Hùntián décocha une flèche qui transperça l’embarcation de la reine. Cette dernière, effrayée, se rendit à Hùntián, qui accepta de la prendre pour épouse. Toutefois, attristé de la voir se promener nue, il lui coupa un morceau de tissu et lui en fit un habit que la reine passa par la tête. Il gouverna par la suite le pays avant de transmettre le pouvoir à son fils.
Une autre légende évoquée pour la première fois sur une inscription de Mỹ Sơn, datant de 658 et consacrée au roi Cham Prakasadharma, fait référence à un brahmane nommé Kaundinya venu au Ier siècle à Bhavapura depuis l’ouest. Il y rencontra Soma, la fille du roi des nāgas qui s’y était installée. Amoureuse, elle changea d’aspect pour pouvoir vivre, se marier avec le brahmane et fonder un nouveau royaume.
Enfin, un dernier mythe, ancré dans les croyances populaires cambodgiennes, veut que la création du Fou-nan soit issue de l’union de « Preah Thong et Neang Neak ». Le premier nommé était le fils d’un roi indien qui avait été exilé par son père à cause d’un différend entre eux. Il prit la mer avec sa suite et échoua sur une île où il fit la connaissance de Neang Neak qui s’avéra être la fille du roi des nāgas. Les deux jeunes gens tombèrent amoureux et décidèrent de se marier. Le père de la mariée, en guise de cadeau aux futurs époux, but l’eau qui recouvrait la région pour leur édifier un royaume,.
Alors que les récits traditionnels mettant en scène un héros venu de l’étranger et qui se marie avec la fille d’un chef local pour fonder un nouveau royaume ou une nouvelle dynastie sont monnaie courante, au moins en Asie du sud-est, , certains chercheurs tels George Cœdès estiment par contre que Hùntián, Kaundinya et Preah Thong seraient la même personne et qu’au moins dans les deux premiers cas, les légendes seraient le même mythe retranscrit dans des cultures différentes. Mais cette thèse ne fait pas l’unanimité, notamment le fait qu’un mot sanskrit en trois syllabes (Kaundinya) puisse être traduit par un mot chinois en deux (Hùntián). Un autre roi aurait régné d’ailleurs sous le nom de Kaundinya au Ve siècle mais sera traduit dans les annales chinoises par Qiáochénrú, de même que Jayavarman Kaundinya sera nommé Qiáochénrú Shéyébámó, sans que dans aucun des deux cas il ne soit fait référence à Hùntián.
En s’appuyant sur le fait que lors d’une première version parue dans le Livre de Qi, il est fait référence à un souverain nommé Qiáochénrú et dont le nom personnel est Shéyébámó, Mickael Vickery évoque la possibilité que Kaundinya ne soit qu’un personnage mythologique n’ayant jamais réellement existé ailleurs que dans la transposition d’une légende destinée à symboliser la progression de l’influence indienne et qui aurait donné au héros le nom d’une lignée de brahmanes réputés de la région de Mysore. Si la thèse s’avérait exacte – ce que son auteur se refuse à avancer avec certitude – dans le cas de Jayavarman Kaundinya – dont l’existence est difficile à réfuter – la seconde partie du nom ne serait qu’un titre.
Une autre controverse concerne le fait que Kaundinya en tant que brahmane ait pu diriger un royaume à un endroit et à une période où aucune trace d’indianisation (architecture, sculpture…) n’a été retrouvée. Toujours est-il que l’inscription K5 en sanskrit découverte à Tháp Mười, datant du Ve ou VIe siècle et de nos jours exposée au musée d'Histoire du Viêt Nam à Hô Chi Minh-Ville, réfère à un prince Gunavarman, fils cadet du roi Jayavarman, qui aurait été la « lune de la lignée Kaundinya » (Kauṇḍinyavaṅśaśaśinā) et présenté comme chef d’un « domaine arraché à la boue ».
Concernant Preah Thong et Neang Neak, leurs noms n’ont été retrouvés sur aucune inscription angkorienne et le terme Thong, qui signifie or en thaï, n’est pas apparu dans le vocabulaire khmer avant le XIVe siècle. Pour Mickael Vickery, il semble probable que ce mythe soit une transposition de celui du prince U Thong qui fonda le royaume d'Ayutthaya.

### D’un Kaundinya à l’autre
Quel que soit le nom de ce couple fondateur, d’après le livre des Liang ils auraient eu un fils à qui fut donné un apanage de sept villes , mais il semble que cette cession ait été par la suite source de problèmes, puisque Hùnpánkuàng (km) y mettra un terme en semant la discorde parmi ces sept villes et en ne cédant plus désormais que des fiefs d’une ville aux princes.
Toujours d’après le livre des Liang, Hùnpánkuàng décéda à un âge avancé (plus de 90 ans) et laissa son trône à son fils cadet, Pánpán (km), qui mourut après seulement trois ans de règne, sans laisser d’héritier. La couronne revint alors au général Fàn Shīmàn, qui exerçait déjà la réalité du pouvoir depuis plusieurs années.
Le règne de Fàn Shīmàn au IIIe siècle marque l’apogée du Fou-nan. Considéré comme le « grand roi du Fou-nan », il étendit son empire naval et augmenta la centralisation de son administration tout en préservant les coutumes locales, notamment dans les régions nouvellement conquises. Le droit founanais ainsi que le système de monopoles commerciaux et le mercantilisme avant l'heure vont servir de modèle aux futurs royaumes de la région comme le Chenla. La puissance du Fou-nan et le rôle essentiel qu’y joua le commerce maritime est d’autre part confirmé par la découverte d'objets indiens, chinois et romains dans son port principal, Óc Eo.
Fàn Shīmàn mourut de maladie lors d’une expédition militaire contre un état non identifié que les Chinois nomment Chin Li (« la frontière de l’or »), probablement du côté de Martaban. Son fils aîné, Fàn Jīnshēng (km), le remplaça à la tête des troupes, mais le général Fàn Zhān (km), fils de la sœur aînée de Fàn Shīmàn, fit assassiner l’héritier et monta sur le trône.
Les annales des Wu font également état de la venue à la même époque de deux ambassades founanaises à la cour de Lü Dai (en), gouverneur du royaume de Wu de Nankin. La première se présenta à la fin des années 230, la seconde en 243.
C’est également sous le règne de Fàn Zhān que des relations avec des princes indiens sont initiées. À cette époque un voyageur du nom de Kia Siang Li, originaire d’un pays appelé Tang Yang et vraisemblablement situé à l’ouest du sous-continent, arriva au Fou-nan. C’est par son intermédiaire que le roi apprit l’existence d’un pays aux innombrables merveilles mais si éloigné qu’il faut entre trois et quatre années pour y aller et en revenir. Fàn Zhān décida d’envoyer une délégation conduite par un de ses parents nommé Sou Wou, qui atteignit les bouches du Gange et remonte le fleuve jusqu’à la capitale d’un prince qui devait être Murunda. Après avoir visité le royaume, l’ambassade se vit remettre quatre chevaux d’un pays indo-scythe et repartit avec un Indien du nom de Tcheng Song pour le Fou-nan, terme d’un périple qui aura duré quatre années.
Dans le même temps, Fàn Cháng, un fils de Fàn Shīmàn qui était en bas âge au moment du décès de son père, arrivé à l’âge de 20 ans, décida de venger la mort de son frère Fàn Jīnshēng et fit assassiner Fàn Zhān avant d’être à son tour tué peu après. Le général Fàn Xún (km) s’empara alors du trône laissé ainsi vacant.
C’est sous le règne de Fàn Xún que Kang Tai et Zhu Ying, deux diplomates du royaume de Wu, firent un séjour au Fou-nan dont le récit constitue l’essentiel des sources sur l’histoire du royaume jusqu’au IIIe siècle. Ils y rencontrèrent Tcheng Song, l’émissaire indien du prince Murunda qui avait accompagné sur le chemin du retour l’ambassade envoyée par Fàn Zhān.
D’après le livre des Liang, le règne de Fàn Xún fut « très long ». On peut en déduire que c’est lui qui a dû envoyer les diverses ambassades de 268, 285, 286 et 287 aux souverains Jin. Toujours est-il qu’après cette dernière date de 287, le Fou-nan disparait pendant plus de soixante-dix ans, probablement à la suite de crises de régime.
Il faudra en effet attendre 357 pour que le livre des Jin fasse à nouveau référence au Fou-nan, mentionnant un roi qu’elles nomment Tiānzhú Zhāntán, suggérant qu’il soit d’origine indienne (Tiānzhú) et porte un titre iranien (Zhāntán ou Chandan) ,. Ce monarque envoya une ambassade à l’empereur Jin Mudi avec laquelle il offre des éléphants apprivoisés, mais, pour des raisons sanitaires, le souverain chinois demande de les ramener.
Plus aucune ambassade ne sera par la suite consignée avant 434. Le Livre de Qi attribue cette absence à des conflits avec le Champa qui perturberaient les liaisons entre le Fou-nan et la Chine impériale. L’histoire des Jin orientaux, pour sa part, rapporte qu’à la fin du IVe siècle ou au début du Ve siècle, le gouverneur chinois du Tonkin se plaint à son monarque de l’aide apportée par des tribus du nord du Fou-nan aux rebelles du Champa qui voudraient s’émanciper de la tutelle chinoise. En 432 ou 433, la situation se dégradera avec la demande du souverain Cham d’associer son homologue founanais à une action commune contre le Tonkin, mais ce dernier refusera l’offre.

### Renforcement de l’influence indienne
Ce n’est en effet qu’en 434, qu’on trouve trace d’une nouvelle ambassade. À ce moment, le pays semble dirigé par un brahmane nommé Qiáochénrú, (Kaundinya (km), qui se prétend descendre de Tiānzhú Zhāntán. Le livre des Liang affirme qu’il était originaire de l’Inde et qu’en rêve une divinité lui avait demandé de partir régner sur le Fou-nan. Il débarqua dans un royaume non identifié appelé P’an p’an, d’où une délégation founanaise vint le chercher pour lui offrir le trône. Une fois couronné, il réforma les institutions pour les calquer sur celles alors en vigueur en Inde.
L’influence indienne semble d’ailleurs progresser brutalement durant cette période, certainement sous l’impulsion de la dynastie des Pallava, qui régnait alors sur le sud du sous-continent, ou de l’empire Gupta, qui exerçait sa domination au nord.
Ce second Kaundinya enverra d’autres ambassades aux empereurs Song en 435 et 438 et il est probable que ce soit lui qui ait refusé de prêter des troupes au Champa en 432 ou 433 pour une opération militaire au Tonkin, alors province chinoise.

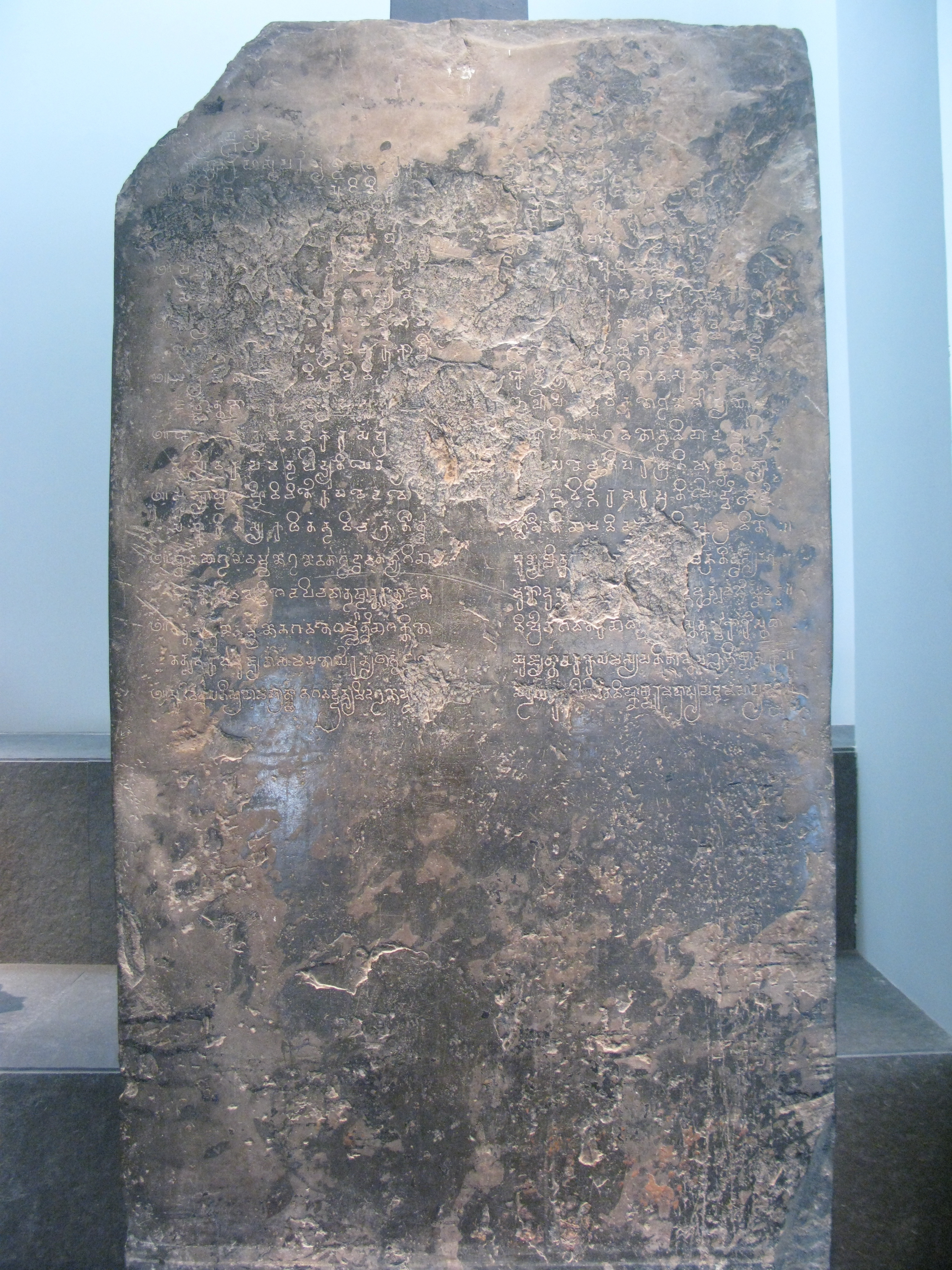
Stèle du Fou-nan, V. Cette stèle trouvée à Tháp Mười, dans le delta du Mékong (Viêt Nam) et maintenant au musée d'Histoire du Viêt Nam de Hô Chi Minh-Ville est un des rares témoins scripturaires du Fou-nan. Le texte est en sanskrit, en alphabet grantha de la dynastie des Pallava.

Les informations sont par contre plus précises concernant un des successeurs de Kaundinya, à savoir Jayavarman Kaundinya. Des marchands founanais de retour de Canton avec le bonze hindou Nāgasena virent leur bateau échouer sur les côtes du Champa et pillé. Nāgasena arrivera à s’échapper, à rejoindre le Fou-nan par des chemins détournés et à informer son souverain de sa mésaventure. Jayavarman Kaundinya envoya alors une ambassade avec des présents à l’empereur de Chine et une supplique afin de l’aider à organiser une expédition punitive. La délégation sera reçue en 484 ; si le souverain Qi remerciera son homologue pour ses cadeaux, il ne dépêchera pas pour autant de troupes contre le Champa. Jayavarman Kaundinya enverra néanmoins encore des ambassades en 503, 511 et 514, année de sa mort.
Son fils aîné, Rudravarman, né d’une concubine, fit alors assassiner l’héritier légitime, Gunavarman, pour s’emparer du trône. Il dépêcha des ambassades en Chine en 517, 519, 520, 530, 535 et 539, année où il proposa même à l’empereur de lui céder un cheveu de Bouddha que le souverain envoie le bonze Che Yun Pao chercher. Rudravarman sera le dernier souverain dont il est fait mention dans les annales chinoises.
Dans le même temps, la dépendance du Fou-nan envers son commerce maritime qui avait forgé son succès semble être à l’origine de son déclin. L’émergence de Sumatra et de l’empire de Sriwijaya en tant que puissances marchandes ainsi que l’ouverture par le Chine de routes commerciales terrestres à travers l’Asie du Sud-Est va créer une crise économique au sud et un déplacement des centres de décision plus au nord.
D’après le livre des Sui, plusieurs royaumes se détachèrent de la tutelle du Fou-nan à partir du VIe siècle, dont le Tchen-t’ou que visita le voyageur chinois Tch’ang Tsiun en 607, et surtout le Tchen-la (Chenla), décrit comme situé au sud-ouest du Champa. La capitale founanaise Tèmù est brusquement conquise par ce second pays, obligeant le roi à s’établir plus au sud, dans la ville de Na-fu-na,. Finalement l’ensemble du Fou-nan semble avoir été soumis à une date inconnue par le Chenla. Il a dû toutefois perduré encore quelque temps, les archives de la dynastie Tang mentionnant la venue de quelques ambassades « dans la première moitié du VIIe siècle », sans donner d'année précise ,.
George Cœdès évoque pour sa part la possibilité que, chassés de la péninsule indochinoise par l’avancée du Chenla, les dirigeants founanais aient pu émigrer vers Java d’où ils seraient à l’origine de la dynastie Sailendra. Si cette théorie se vérifie, l’intervention javanaise du VIIIe siècle au Chenla, qui reste elle aussi sujette à controverse, aurait alors été motivée par la volonté des souverains indonésiens de reprendre pied dans le fief de leurs ancêtres. Michael Vickery réfute toutefois cette théorie qui repose essentiellement sur la découverte d’une inscription du IXe siècle à Java qui fait référence à un seigneur de Varanara et qui serait la Na-fu-na des Chinois, la capitale où les dirigeants du Fou-nan s’étaient repliés après que Tèmù soit tombée aux mains du Chenla. Il s’avère qu’une inscription du Ve siècle retrouvée à Sumatra fasse également référence à Varanara dans laquelle il est difficile d’établir un lien avec une cité founanaise apparue dans les textes de l'empire du milieu au VIIe siècle.
La transition du Fou-nan vers le Chenla ne semble toutefois pas avoir été brutale. Tout d’abord, les premières inscriptions en khmer ancien apparaissent peu après la chute du Fou-nan, mais en si grand nombre qu’elles suggèrent une présence antérieure d’une déjà importante population khmère. Certaines de ces épigraphies accréditent d’ailleurs la thèse d’une continuité plutôt qu’une rupture brutale culturelle et sociétale qui aurait pu résulter d’une annexion. C’est tout d’abord la K53 de Ba Phnom, dans la province cambodgienne de Prey Veng, datant de 667 et qui rend hommage à une famille de hauts fonctionnaires qui, sur quatre générations, ont servi cinq rois, à savoir Rudravarman, Bhava Varman, Mahendra Varman, Içanavarman et enfin Jayavarman. Si le premier nommé est clairement un des derniers voire le dernier souverain du Fou-nan, les autres sont considérés comme les premiers monarques du Chenla. Le second indice concerne l’épigraphie K44 retrouvée près de Kampot, datant de 674 et qui évoque une fondation de Jayavarman en mémoire du roi founanais Rudravarman, procédé peu commun d'un vainqueur envers un de ses vaincus.

## Culture

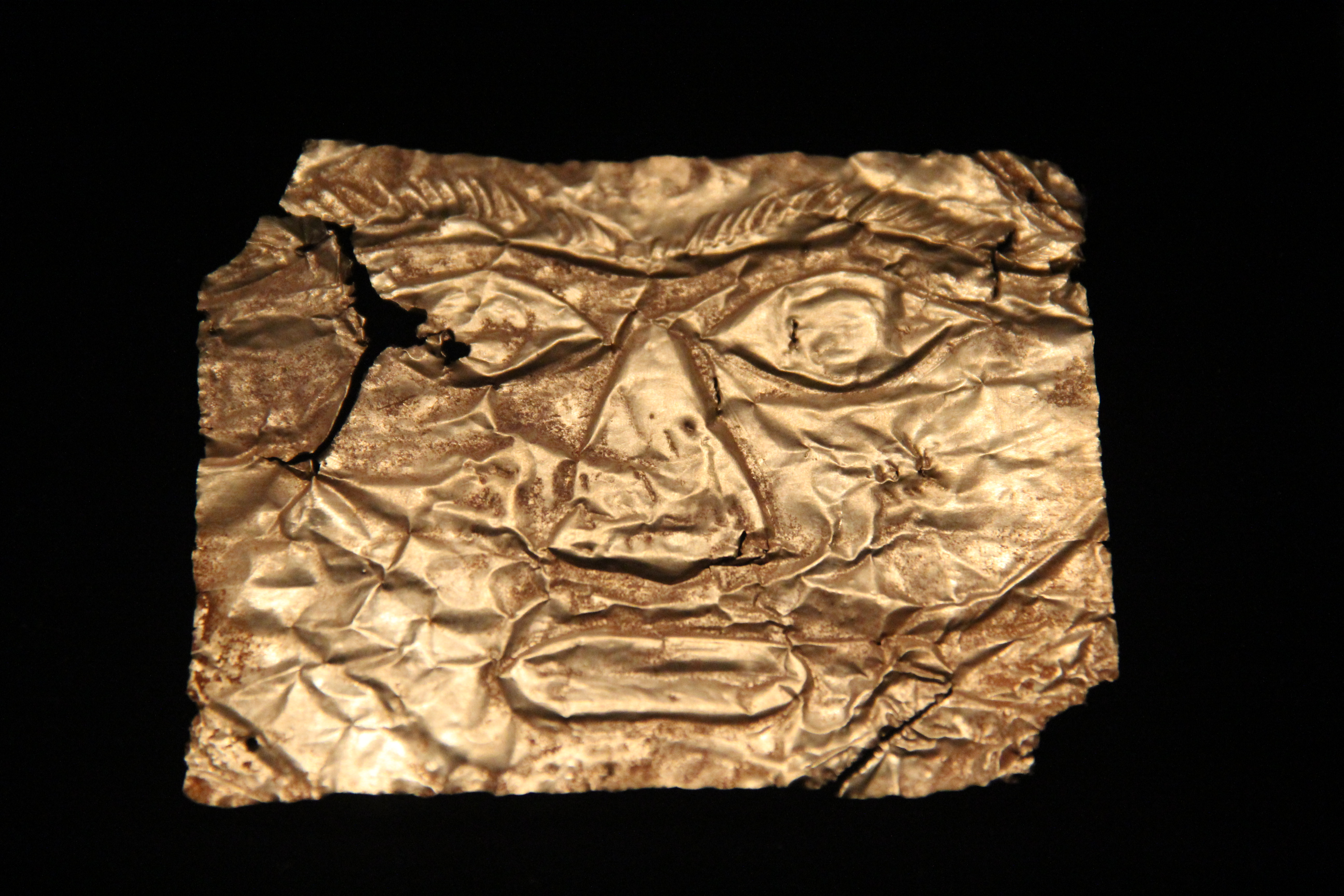
Feuille d'or figurant un visage, culture Óc Eo.

Le Fou-nan a été la première grande puissance de l’Asie du Sud-Est et devait sa prospérité au commerce maritime et à son agriculture. Il semble que le royaume frappait sa propre monnaie, les pièces d’argent représentaient l’image d’un argus ocellé (faisan local alors symbole de pouvoir) ou du Hamsa l’oiseau monture de Brahmā.
Il sut tirer parti de sa position entre la Chine et l’océan indien, d’abord à l’époque où les navigateurs passaient par l’isthme de Kra et transbordaient leurs marchandises . Contrairement à une idée reçue, il est maintenant admis que les principaux navigateurs de la région n’étaient ni indiens ni chinois mais de l’Asie du Sud-Est. À ce titre, il semble plus que probable que le Fou-nan y ait joué un rôle de premier plan. Le livre des Liang indique d’ailleurs que Fàn Shīmàn construisait de grands bateaux composés de planches assemblées avec des cordes et calfeutrées avec des résines ; ces embarcations pouvaient transporter des centaines de personnes. D’autres sources affirment même que le transport des voyageurs chinois sur les côtes de l’actuel Viêt Nam se faisait à l’époque du Fou-nan dans des embarcations en provenance du Sud-Est asiatique. Le cartographe Pierre Paris, correspondant de l’école française d'Extrême-Orient, affirme par ailleurs que les jonques de haute mer chinoises n’ont pas pu apparaître avant le IXe siècle et probablement qu’à partir du XIIe siècle.
Le site d’Óc Eo semble avoir été un point stratégique de la route commerciale entre l’Inde et la Chine. Les fouilles ont révélé, outre des objets en provenance de ces deux pays, d’autres originaires de Perse ou de l’empire romain. Le philologue allemand Albrecht Dihle (de) pense pour sa part qu’Óc Eo est le site qui s’accorde le mieux au Kattigara mentionné au IIe siècle par le géographe Claude Ptolémée, un oppidum où se rencontraient les marchands chinois et romains et pointe orientale des routes maritimes de l’empire. George Cœdès confirme que le Fou-nan devait bien occuper une position clé sur les routes maritimes commerciales et être une escale incontournable pour les bateaux qui venaient du détroit de Malacca et ceux, probablement plus nombreux, en provenance des isthmes de la péninsule malaise et qu’il a pu être une destination pour des marchands de l’est méditerranéen, mais pour lui le Kattigara évoqué par Claude Ptolémée devait être plus à l’ouest dans le golfe du Siam. Le livre des Liang attribue pour sa part ce centre d’échanges commerciaux à un royaume appelé Touen Siun, situé « à plus de 3 000 li (1 500 kilomètres) de la frontière méridionale » du Fou-nan et qui en est le vassal ; la capitale est « à 10 li (5 kilomètres) de la mer » ; sa partie occidentale « touche à l’Inde, à la Parthie et à l’extrême lointain » alors que son territoire oriental le « met en relation avec le Tonkin ». Dès le début du XXe siècle, Paul Pelliot le situe dans la péninsule malaise. Toujours est-il que des monnaies romaines ont été retrouvées dès les années 1940 à Óc Eo par l’archéologue français Louis Malleret. Elles comprennent des pièces d’or à l’effigie d’Antonin le Pieux et de son fils adoptif Marc Aurèle. Cette découverte est à relier à la première mention d’un ambassadeur romain en Chine vers 166, envoyé par un empereur nommé An-dun, qui semble correspondre à Antoninus Pius ou à Marcus Aurelius Antoninus et qui arriva par la frontière sud-est de l'empire des Han.

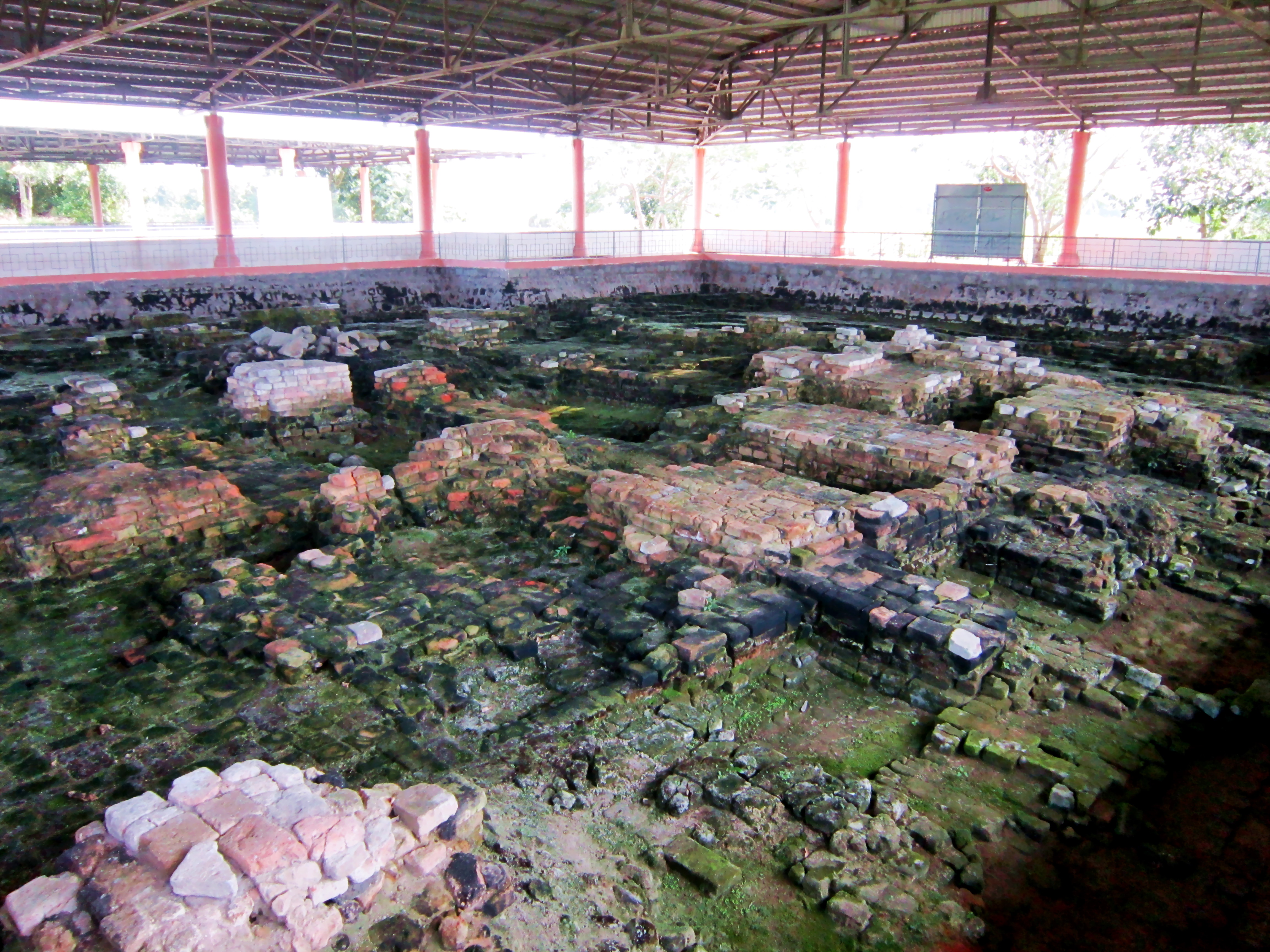
Vestiges de murs en briques à Óc Eo.

Concernant le mode de vie des Founanais, les écrits restent rares et l’essentiel des informations disponibles, outre les annales chinoises déjà mentionnées, viennent des recherches archéologiques entreprises au sud du Viêt Nam, au Cambodge et en Thaïlande. Il a été ainsi possible de retrouver des murs de briques, des objets en métaux précieux et des poteries qui témoignent d’une culture florissante.
Au IIIe siècle le Fou-nan est décrit par les archives chinoises comme parsemé de villages fortifiés et de palais. Les habitants se consacrent à l’agriculture et aiment graver et ciseler les objets. Leurs couverts sont souvent en argent alors que les impôts sont réglés en or, en argent, en perles ou en essences diverses. Ils ont des livres et des archives. Les recherches archéologiques ont pour la plupart confirmé ces informations, montrant que les Founanais vivaient dans des maisons sur pilotis, pratiquaient la riziculture et payaient bien leurs taxes en or, en argent, en ivoire ou en animaux exotiques. Des musiciens furent également envoyés en Chine au IIIe siècle et produisirent une impression suffisante sur l’empereur pour qu’il ordonnât la création d’un institut de musique founanaise près de Nankin.
Le Livre de Qi donne une description du royaume à l'époque du roi Jayavarman Kaundinya (478-514) :

« Les gens du Funan sont malins et astucieux. Ils prennent de force les habitants des villes voisines qui ne leur rendent pas hommage pour en faire leurs esclaves. Comme marchandises, ils ont l'or, l'argent, les soieries [...] Ils abattent des arbres pour construire leurs demeures. Le roi habite un pavillon à étage [...] Le peuple habite aussi dans des habitations surélevées [...] Pour se distraire, les gens font combattre des coqs et des porcs [...] Là où ils habitent, ils ne creusent pas de puits. Par plusieurs dizaines de familles, ils ont en commun un bassin où ils puisent de l'eau. Leur coutume est d'adorer les génies du ciel, dont ils font des images de bronze ; celles qui ont deux visages et quatre bras ; celles qui ont quatre visages et huit bras [...] Pour les morts, il y a quatre sortes d'« enterrements » : « l'enterrement par l'eau », qui consiste à jeter le cadavre au courant du fleuve ; « l'enterrement par le feu », qui consiste à le réduire en cendres ; « l'enterrement par la fosse », qui consiste à l'enterrer dans une fosse ; « l'enterrement par les oiseaux », qui consiste à l'abandonner dans la campagne. »

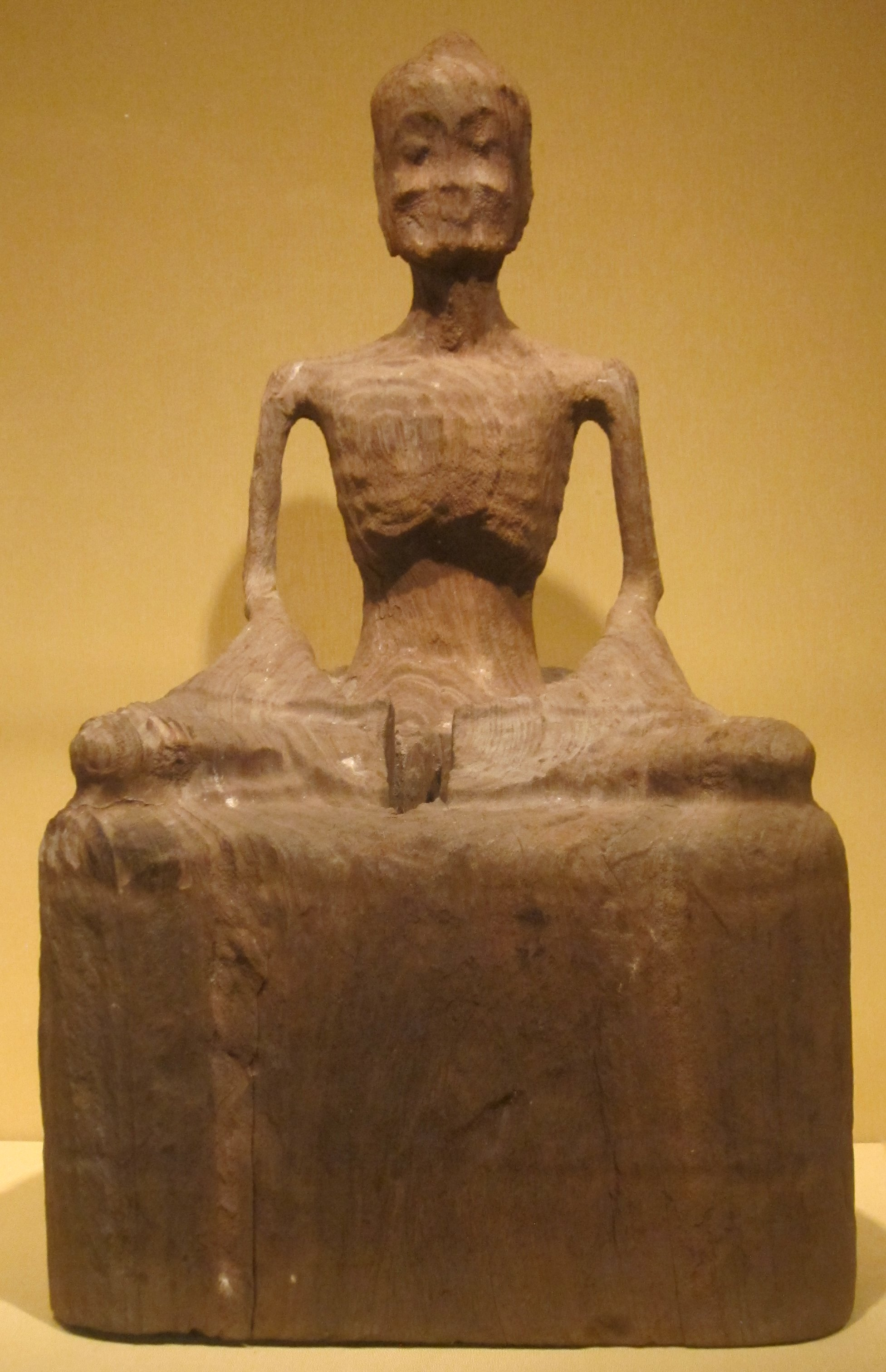
Statue en bois du Fou-nan représentant le Bouddha en plein jeûne. Sa datation est imprécise et est estimée entre le.

Dans le domaine judiciaire, le Livre de Qi décrit aussi des pratiques qui peuvent se ranger dans la catégorie des ordalies unilatérales pratiquées à la même époque en occident. Les jugements se règlent ainsi en plongeant des œufs ou des bagues dans de l’eau bouillante, voire en chauffant au rouge des chaines, que les plaignants ou les accusés doivent ensuite prendre sans se brûler pour prouver leur bonne foi. Le livre des Liang confirme ces pratiques, ajoutant que le pays ne comporte pas de prisons, les coupables étant jetés aux crocodiles et « aux bêtes féroces ». Si au bout de trois jours ils ne sont pas dévorés, ils sont déclarés innocents et repartent libres. Une source compilée au Xe siècle (le T’ai P’ing Yu Lan) mentionne pour sa part une méthode moins brutale, à savoir, lorsqu’un objet disparaît d’un foyer, on prend une pinte de riz qu’on va placer dans un temple au pied d’une divinité. Le lendemain, cette ration est partagée entre tous les serviteurs et le coupable sera celui de la bouche duquel le sang coulera sans qu’il ne puisse ingérer le moindre grain.
Concernant la religion, peu d’informations sont disponibles avant le règne de Jayavarman Kaundinya. Si le Livre de Qi mentionne des « génies du ciel » avec « deux visages et quatre bras ou quatre visages et huit bras », il est difficile de ne pas y voir une référence au shivaïsme. Toutefois, même si l’hindouisme semble prédominer, la demande d’alliance militaire contre le Champa qu’envoie le souverain founanais à son homologue chinois montre dans sa forme une maîtrise des canons bouddhiques qui laisse à penser que cette religion était bien implantée dans le royaume. Dans le même temps, deux moines bouddhistes founanais viennent en Chine, chacun de leur côté, pour traduire des sūtra. Le premier s’appelle Sanghapala (en) et se rend à la cour de l'empereur Wudi en 506 à la demande de ce souverain et il transcrira des livres saints pendant seize ans. Il meurt en Chine à l’âge de 65 ans. Le second se nomme Mandrasena et avait rejoint la capitale des Liang dès 503. Il recevra l’ordre de l’empereur de seconder Sanghapala dans la traduction des textes sacrés, mais son manque de maîtrise de la langue chinoise le handicapera dans cette tâche.
Au sujet de l’habillement, si d’après la légende les femmes portaient des pièces de tissus ou de toile au centre desquelles était fait un trou pour y passer la tête, les voyageurs envoyés au temps de Fàn Xún relatent que les hommes continuaient à se promener nus jusqu’à ce que ce souverain leur ordonne de porter des vêtements.

### Auteurs cités
1. ↑  Gustaaf Schlegel (1840 – 1903): sinologue et naturaliste néerlandais
2. 1 2 3  George Cœdès (1886 - 1969): épigraphiste et archéologue français
3. ↑  Claude Jacques: archéologue et épigraphiste français, membre de l'école française d'Extrême-Orient et spécialiste des périodes préangkorienne et angkorienne
4. ↑  Paul Wheatley (en) (1921 – 1999): géographe britannique, spécialiste de la géographie historique de l'Asie de l'Est et du Sud-Est
5. ↑  Bernard-Philippe Groslier (1926-1986) archéologue français, conservateur du site d'Angkor
6. 1 2 3  Michael Vickery (en) (1931-2017): historien américain spécialiste de l'Asie du Sud-Est
7. ↑  Bruno Dagens: archéologue et sanskritiste français
8. ↑  Jean Boisselier (1912 - 1996) : archéologue français, membre de l'École française d'Extrême-Orient et responsable de la restauration d'Angkor.
9. 1 2  Tatsuo Hoshino: historien japonais de la fin du XXe siècle spécialisé dans l'Asie du Sud-Est
10. 1 2  Paul Pelliot (1878 – 1945): linguiste et sinologue français
11. ↑  Éveline Porée-Maspero (1906-1992): ethnologue française spécialiste du Cambodge et membre de l'école française d'Extrême-Orient